# Máquina 501
"Máquina 501" es un corrido popular mexicano, que recuerda la gesta heroica de Jesús García Corona.

## Origen de la canción
El 7 de noviembre de 1907, en Nacozari, Sonora, Jesús García, evitó que un vagón de ferrocarril cargado de dinamita estallara en ese pueblo a costa de su vida. Alrededor de 1930, existió la grabación de un corrido denominado: “El corrido de Jesús García”; el corrido moderno: "Máquina 501", al parecer, tiene su origen en los arreglos hechos por Francisco "El Charro" Avitia a ese corrido.

## Letra y versiones
La letra del corrido relata en orden cronológico los sucesos antes, durante y después del trágico hecho de la explosión del tren que suplía a la mina de Nacozari en 1907. Como personajes del corrido se mencionan, además del propio Jesús García, a la madre de este, de quien Jesús se despide en la estación, y al fogonero que interpela a Jesús a dejar la locomotora y huir.
Una de las primeras grabaciones registradas del corrido fue la de Guadalupe Guzmán y Leonardo Sifuentes, cuya autoría o arreglos están acreditados al primero y data de 1931.
En las versiones de "Los Hermanos Salazar", "Dueto Los Dorados", y de "Los Alegres de Terán" se identifica al corrido como de dominio público o popular, pero en muchas otras los arreglos aparecen acreditados a Francisco Avitia.
Además de la versión de Francisco Avitia, se pueden mencionar, entre otras, las interpretaciones de Carlos y José, Los Hermanos Záizar, Los Alegres de Terán y Lorenzo de Monteclaro.
Esta canción constituye un himno de los ferrocarrileros mexicanos y es entonada en las ceremonias del "Día del Ferrocarrilero", el 7 de noviembre de cada año.